# Kanton Nant
Der Kanton Nant ist ein ehemaliger französischer Wahlkreis im Département Aveyron und in der Region Midi-Pyrénées. Er umfasste sechs Gemeinden im Arrondissement Millau; sein Hauptort (frz.: chef-lieu) war Nant. Die landesweiten Änderungen in der Zusammensetzung der Kantone brachten im März 2015 seine Auflösung.
Der Kanton Nant war 300,31 km2 groß und hatte 3281 Einwohner (Stand 2012).

## Gemeinden
| Gemeinde               | Einwohner (Stand: 2022) | Code postal | Code Insee |
| ---------------------- | ----------------------- | ----------- | ---------- |
| La Cavalerie           | 2208                    | 12230       | 12063      |
| La Couvertoirade       | 200                     | 12230       | 12082      |
| L’Hospitalet-du-Larzac | 344                     | 12230       | 12115      |
| Nant                   | 1017                    | 12230       | 12168      |
| Saint-Jean-du-Bruel    | 665                     | 12230       | 12231      |
| Sauclières             | 182                     | 12230       | 12260      |